# Nessaea coniuncta
Nessaea coniuncta är en fjärilsart som beskrevs av Krüger 1933. Nessaea coniuncta ingår i släktet Nessaea och familjen praktfjärilar. Inga underarter finns listade i Catalogue of Life.